# Hovhannes Barseguian
Hovhannes Barseguian (en armenio: Հովհաննէս Բարսեղյան; Leninakán, URSS, 11 de febrero de 1970) es un deportista armenio que compitió en halterofilia.
Ganó una medalla de bronce en el Campeonato Europeo de Halterofilia de 1995, en la categoría de 76 kg. Participó en los Juegos Olímpicos de Atlanta 1996, ocupando el octavo lugar en la misma categoría.

## Palmarés internacional
| Campeonato Europeo | Campeonato Europeo | Campeonato Europeo | Campeonato Europeo |
| Año                | Lugar              | Medalla            | Categoría          |
| ------------------ | ------------------ | ------------------ | ------------------ |
| 1995               | Varsovia (Polonia) | Medalla de bronce  | 76 kg              |